# Arctosa deserta
Arctosa deserta este o specie de păianjeni din genul Arctosa, familia Lycosidae. A fost descrisă pentru prima dată de O. P.-cambridge în anul 1872.
Este endemică în Syria. Conform Catalogue of Life specia Arctosa deserta nu are subspecii cunoscute.